# Ion Cernea
Ion Cernea, né le 21 octobre 1936 et mort le 30 juin 2025, est un lutteur roumain qui remporte deux médailles olympiques : l'une en argent aux Jeux olympiques d'été de 1960 et l'autre en bronze aux Jeux olympiques d'été de 1964.

## Palmarès

### Jeux olympiques
- Jeux olympiques de 1960 à Rome,  Italie
  -  Médaille d'argent
- Jeux olympiques de 1964 à Tokyo,  Japon
  -  Médaille de bronze